# JS-Magazin
Das JS-Magazin – die evangelische Zeitschrift für junge Soldaten ist eine seit 1986 monatlich erscheinende deutsche militärische Fachzeitschrift. Sie erscheint im Verlag Gemeinschaftswerk Evangelischer Publizistik in Frankfurt am Main im Rahmen der evangelischen Militärseelsorge für die Bundeswehr. Das Heftarchiv der Zeitschrift ist ab den Ausgaben 2016 und neuer online verfügbar.
JS-Magazin wird im Auftrag der Evangelischen Kirche in Deutschland (EKD) herausgegeben. Geschäftsführender Herausgeber ist der Leitende Militärdekan Dirck Ackermann vom Evangelischen Kirchenamt für die Bundeswehr in Berlin. Weitere Herausgeber sind Thies Gundlach, Vizepräsident des Kirchenamtes der EKD, Oberkirchenrat Albrecht Steinhäuser von der Evangelischen Landeskirche Anhalts sowie der Kommunikationswissenschaftler und Journalist Will Teichert.
Das Magazin wurde 2011 mit dem vom Branchendienst für die Kommunikationsbranche kressreport verliehenen Kress Award 2011 für das beste Corporate-Media-Produkt des Jahres ausgezeichnet.